# Rondvraag
Een rondvraag is een mogelijk deel van een vergadering waar ieder van de aanwezigen van de bijeenkomst de kans krijgt om zaken op te merken, mede te delen of zijn of haar overgebleven vragen te stellen aan de aanwezigen.
Ook al heet het agendapunt 'De rondvraag', dit betekent niet dat alleen maar vragen mogen worden gesteld. Het punt rondvraag komt voort uit: 'De voorzitter vraagt in den ronde' of er nog zaken zijn blijven liggen, die de deelnemers nog graag kwijt willen.
Op een vergadering is het gebruikelijk om als laatste punt (of soms als eerste punt) de rondvraag op de agenda te plaatsen. De voorzitter van de vergadering geeft dan een voor een de aanwezigen het woord zodat de aanwezige zijn of haar vragen kan stellen over onderwerpen die niet expliciet op de agenda staan of niet onder een ander agendapunt aan de orde gesteld kunnen worden.
Een paar algemene punten over een rondvraag:
- Iemands toevoeging aan de rondvraag hoeft geen vraag te zijn; het kan ook het moment zijn om een opmerking te maken, zoals het feliciteren van iemand met een functie waarvoor de persoon is ingeslagen of geïnstalleerd, of het complimenteren of bedanken van iemand.
- Er hoort geen discussie te ontstaan naar aanleiding van een rondvraag, dat kan een agendapunt worden in een volgende vergadering
- In een rondvraag horen geen inhoudelijke vragen gesteld of opmerkingen gemaakt te worden over een onderwerp dat besproken is in de vergadering - dit had besproken moeten worden in een eerder punt van de vergadering.
- Soms is het nodig dat men zich vóór de bijeenkomst aanmeldt voor de rondvraag.
- Soms wordt de rondvraag door een aanwezige tijdens een vergadering gebruikt om iets expliciet in de notulen te krijgen.